# 利皮夫卡 (切爾沃諾阿爾米西克區)
50°25′25″N 28°16′38″E / 50.42361°N 28.27722°E
利皮夫卡（烏克蘭語：Липівка）是位於烏克蘭北部日托米爾州裏日托米爾區的村莊，面積0.38平方公里，海拔高度236米，2001年人口58，人口密度每平方公里151.44人。